# Marcin Marciniszyn
Marcin Marciniszyn (* 7. September 1982 in Bystrzyca Kłodzka) ist ein polnischer Leichtathlet, der sich auf den 400-Meter-Lauf spezialisiert hat.
Seine größten Erfolge feierte er als Mitglied der polnischen 4-mal-400-Meter-Staffel. So gewann er in der Staffel bei der Universiade 2005 in İzmir die Goldmedaille sowie im folgenden Jahr die Silbermedaille bei den Leichtathletik-Hallenweltmeisterschaften in Moskau, wo er außerdem im 400-Meter-Lauf das Halbfinale erreichte.
2007 belegte er mit der polnischen 4-mal-400-Meter-Staffel den dritten Platz bei den Halleneuropameisterschaften in Birmingham. Bei den Weltmeisterschaften im selben Jahr in Osaka gewann er mit der Staffel in 3:00,05 min ebenfalls die Bronzemedaille. Daneben startete er dort auch im 400-Meter-Lauf, schied jedoch mit einer Zeit von 45,83 s in der Vorrunde aus.
Eine weitere Bronzemedaille mit der Staffel gewann er bei den Halleneuropameisterschaften 2009 in Turin. Bei den Leichtathletik-Weltmeisterschaften 2009 in Berlin wurde er mit der Staffel Fünfter. Im 400-Meter-Lauf schied er bereits in der Vorrunde aus.
Außerdem wurde er bisher siebenmal Polnischer Meister, viermal über 400 m (2004–2007) und über dieselbe Distanz jeweils einmal in der Halle, bei den Junioren sowie bei den U23-Junioren.
Marcin Marciniszyn hat bei einer Körpergröße von 1,85 m ein Wettkampfgewicht von 72 kg.

## Bestleistungen
- 200 m: 21,12 s, 15. Juli 2006, Danzig
- 400 m (Freiluft): 45,54 s, 22. Juli 2006, Bydgoszcz
- 400 m (Halle): 46,64 s, 26. Februar 2006, Spała